# Туркестанський сільський округ
Туркеста́нський сільський округ (каз. Түркістан ауылдық округі, рос. Туркестанский сельский округ) — адміністративна одиниця у складі Сарисуського району Жамбильської області Казахстану. Адміністративний центр — аул Ашира Буркітбаєва.
Населення — 1402 особи (2021; 1575 у 2009, 1769 у 1999, 2149 у 1989).
Станом на 1989 рік існувала Туркестанська сільська рада (села Андрієвка, Будьонне, Кокдала, Ушбас). 2004 року село Кокдала передано до складу Досбольського сільського округу.

## Склад
До складу округу входять такі населені пункти:
| Населений пункт         | Старі назви                   | Населення, осіб (1989) | Населення, осіб (1999) | Населення, осіб (2009) | Населення, осіб (2021) |
| ----------------------- | ----------------------------- | ---------------------- | ---------------------- | ---------------------- | ---------------------- |
| Аристанди, село         | Будьонне, Будьонний, Конирдек | 418                    | 505                    | 468                    | 387                    |
| Ашира Буркітбаєва, село | Андрієвка, Туркестан          | 1679                   | 1133                   | 885                    | 853                    |
| Ушбас, село             | -                             | 52                     | 131                    | 222                    | 162                    |